# Heimweiler

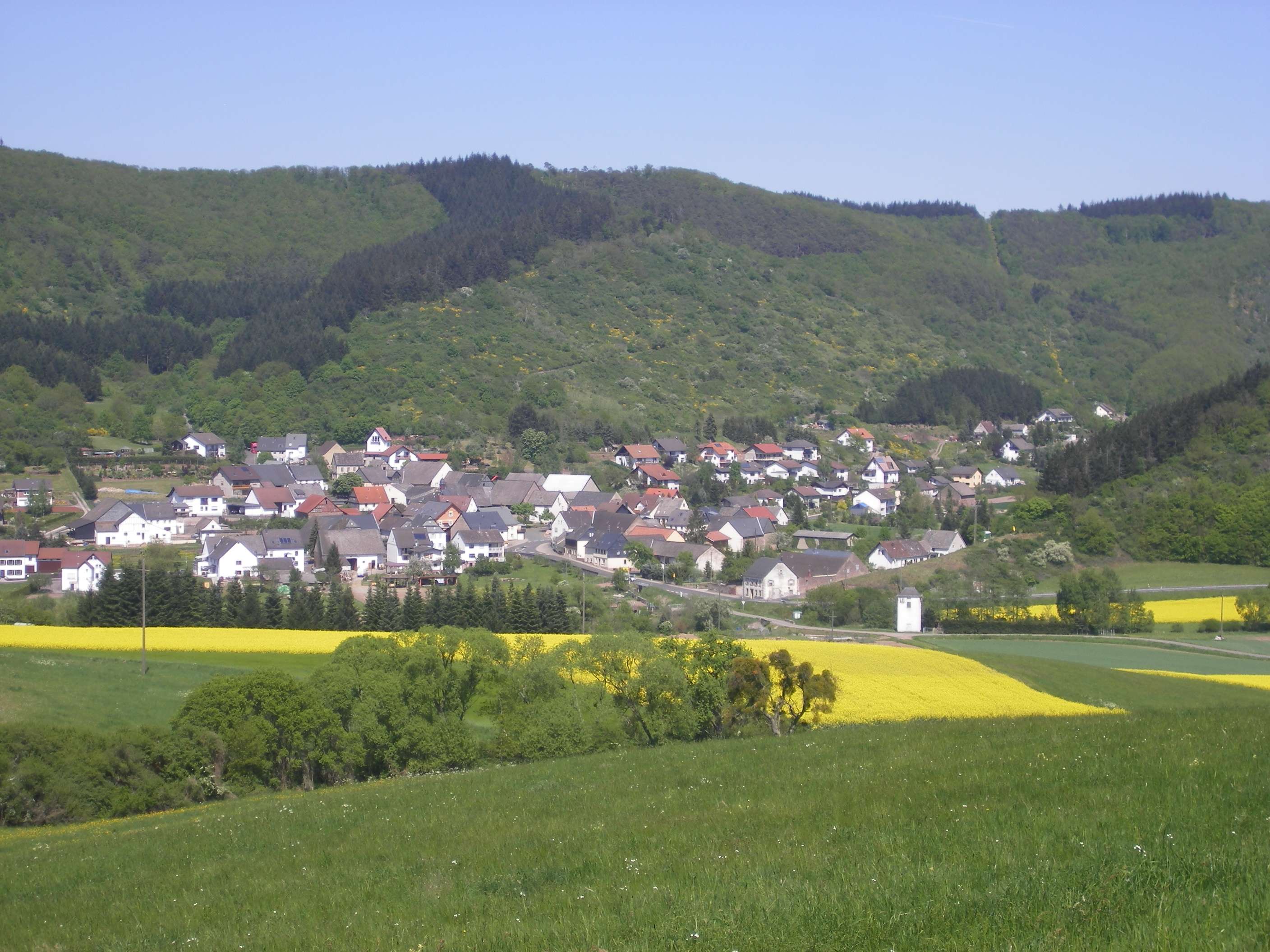
Blick auf den Ortsteil Krebsweiler

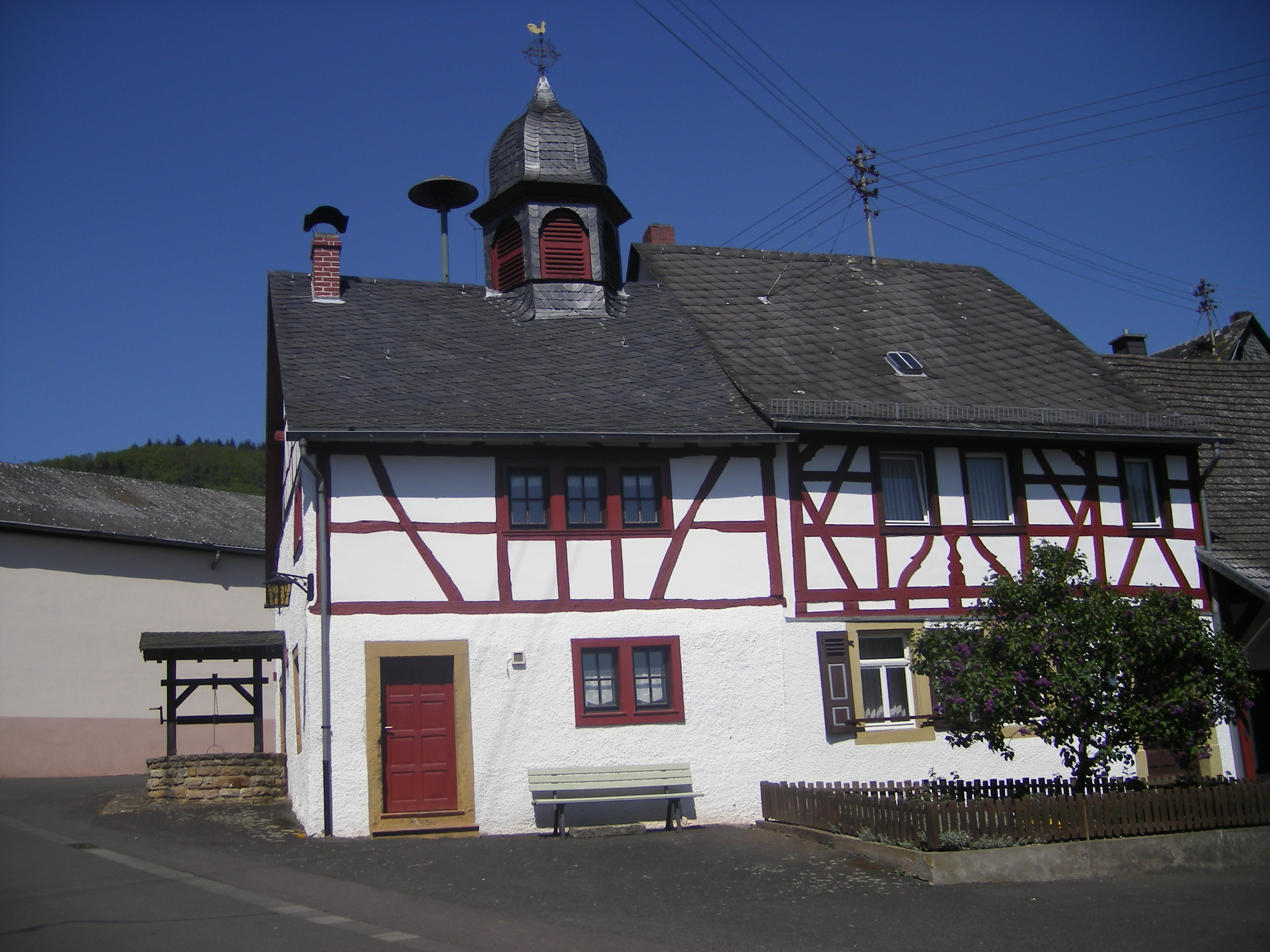
Die Alte Schule im Ortsteil Krebsweiler

Heimweiler ist eine Ortsgemeinde im Landkreis Bad Kreuznach in Rheinland-Pfalz. Sie gehört der Verbandsgemeinde Kirner Land an.

## Geographie

### Geographische Lage
Heimweiler liegt am Rande des Nordpfälzer Berglandes entlang der Landesstraße 182 Kirn–Meisenheim und an der Kreisstraße 71, welche die beiden Ortsteile Krebsweiler und Heimberg miteinander verbindet. Die Gemarkung hat eine Ausdehnung von 9,07 km², die mittlere Höhe der Ortslage beträgt 259 m ü. NHN.

### Gemeindegliederung
Die Gemeinde Heimweiler besteht aus den Ortsteilen Heimberg und Krebsweiler. Zu Krebsweiler gehören auch die Wohnplätze Forsthaus Krebsweiler, Obere Horbachsmühle und Untere Horbachsmühle.

## Geschichte
Die Ortsgemeinde Heimweiler entstand am 7. Juni 1969 durch den Zusammenschluss der beiden Gemeinden Heimberg und Krebsweiler.
Funde aus einem frührömischen Brandgrab bei Krebsweiler und vorgeschichtliche Grabhügel auf der Gemarkung von Heimberg weisen auf eine frühe Besiedlung der Gemarkungen beider Dörfer hin. Ebenso wie bei den meisten Orten des Kreises dürfte auch die Gründung von Heimberg und Krebsweiler während der Periode der „Erschließung des jüngeren Siedlungsraumes“ (7. bis 12. Jahrhundert) erfolgt sein. Die Ortsnamen werden verschieden gedeutet. Bei Heimberg entspricht das Bestimmungswort „Heim“ den Namensformen „Heym“, „Heien“, „Hen“, „Hahn“, „Haan“ etc. und geht zurück auf das althochdeutsche „hagan“ (=„hagen“) in der Bedeutung von Wald (Hag = Waldstück). Da bei der fränkischen Siedlungserschließung die Ortsnamensgebung jedoch eng mit Personen- oder Familiennamen zusammenhing, scheint für Heimberg die Deutung „Berg (Rodungsberg/Burg) des Hano (Hein, Hagen, Henn, Heinrich etc.)“ möglich.
Auch bei Krebsweiler scheint das Bestimmungswort „Krebs“ (urkundlich 1375 „Krebeswilre“) auf einen Personen- oder Beinamen zurückzugehen und könnte als „Hofgut des Krebes“ (Grebe, Greber, Krebs etc.) gedeutet werden. Im hessischen Raum war der „Grebe“ der Dorfschulze oder Gemeindevorsteher. In der Region hatte die alte Bezeichnung „Heimberger“ oder „Heymbürge“ die gleiche Bedeutung.
Urkundlich erscheinen beide Dörfer im Jahr 1375 als „Krebeswilre“ und „Heymberch“. Beide Dörfer gehörten bis zum Ende des 18. Jahrhunderts zum Amt Naumburg (Sitz Burg Naumburg bei Bärenbach) in der vorderen Grafschaft Sponheim. Beide Siedlungen bildeten ein besonderes „Ingericht“ im „Gericht Becherbach“. Dieser mittelalterliche Gerichts- und Verwaltungsbezirk, der mit dem Kirchspiel Becherbach identisch war, stand im hohen Mittelalter wohl zunächst unter raugräflicher Verwaltung, die ab dem 14. Jahrhundert an die Grafen von Sponheim-Kreuznach überging. Nach deren Aussterben kam Amt Naumburg unter kurpfälzisch-badische Verwaltung bis schließlich das Amt 1776 ganz an die Markgrafen von Baden fiel.
Am mittelalterlichen „Ingericht“ von Krebsweiler und Heimberg hatten im Spätmittelalter die Herren von Heinzenberg Rechtsanteile, die Tilmann von Heinzenberg 1375 an den Wildgrafen Otto von Kyrburg verkaufte. Wirtschaftlich tendierten die Einwohner von Heimberg und Krebsweiler nach Kirn, wo für die Beschickung des dortigen Marktes noch 1579 der sog. „Zollhafer“ an die Herren von Steinkallenfels gezahlt wurde.
Einer Beschreibung des Amtes Naumburg vom Jahr 1785 zufolge standen in Krebsweiler 30 Häuser, worin insgesamt 32 Familien wohnten. Die Häuser seien „klein und schlecht, obgleich der Ort wohlhabend“ sei, heißt es in der Amtsbeschreibung. Krebsweiler war der Hauptweinort im Amt Naumburg, wo jährlich bis zu 40 Fuder Wein (ca. 400 hl) geerntet wurden. Das schönste Haus, soll das „Barth´sche Haus“ gewesen sein. Heimberg zählte lediglich 16 einstöckige Häuser mit ebenso vielen Familien. Der Großteil der Bevölkerung der beiden Dörfer war evangelisch-reformiert.
1794 wurde das Linke Rheinufer während des Ersten Koalitionskrieges besetzt, 1798 wurde das Gebiet von der französischen Direktorialregierung nach französischem Vorbild reorganisiert. Die Gemeinden Heimberg und Krebsweiler wurden der Mairie Hundsbach im Kanton Meisenheim zugeordnet, die zum Arrondissement Birkenfeld im Saardépartement gehörte.
Dort verblieben die beiden Dörfer bis zum Ende der französischen Herrschaft (1814) und kamen aufgrund der auf dem Wiener Kongress getroffenen Beschlüsse 1815 zunächst zum Königreich Preußen und 1816 zur Landgrafschaft Hessen-Homburg. Unter deren Verwaltung gehörten die beiden Gemeinden zur „Oberschultheißerei Becherbach“ im Oberamt Meisenheim. Das Oberamt Meisenheim kam 1866 an Preußen, das 1869 aus dem Oberamt den Kreis Meisenheim im Regierungsbezirk Koblenz in der Rheinprovinz bildete. Beim Amt Becherbach, das 1932 Bestandteil des Kreises Kreuznach wurde, verblieben beide Gemeinden bis zum Jahr 1940. Nach der Auflösung dieses Amtes kamen Heimberg und Krebsweiler zum Amt Kirn-Land, wo sie bis 1968 als selbständige Ortsgemeinden verblieben. Nach ihrem Zusammenschluss zur Ortsgemeinde Heimweiler wurde diese Bestandteil der Verbandsgemeinde Kirn-Land.

### Einwohnerentwicklung
Die Entwicklung der Einwohnerzahl von Heimweiler, die Werte von 1871 bis 1987 beruhen auf Volkszählungen:
| Jahr | Einwohner |
| ---- | --------- |
| 1815 | 403       |
| 1835 | ~ 400     |
| 1871 | 404       |
| 1905 | 438       |
| 1939 | 366       |
| 1950 | 382       |
| 1961 | 399       |

| Jahr | Einwohner |
| ---- | --------- |
| 1970 | 422       |
| 1987 | 433       |
| 1997 | 423       |
| 2005 | 450       |
| 2011 | 423       |
| 2017 | 396       |
| 2023 | 407       |

## Politik

### Bürgermeister
Ortsbürgermeister ist Andreas Setz. Bei der Kommunalwahl am 26. Mai 2019 wurde er in seinem Amt bestätigt.
Er wurde im Juni 2024 wiedergewählt.

### Wappen
| Wappen von Heimweiler | Blasonierung: „Über blau-golden geschachtem Schildfuß in schwarz eine silberne Wasserfontäne über einem silbernen Sockel.“ |
| Wappen von Heimweiler | Wappenbegründung: Das geschachte Feld nimmt Bezug zur ehemaligen Zugehörigkeit zur vorderen Grafschaft Sponheim. Wasserfontäne und Sockel symbolisieren den reichhaltigen Wasserbestand der Gemeinde. Die Gemeinde Heimweiler beliefert aus ihrem Quellengebiet mehrere Gemeinden in der Nachbarschaft mit Wasser. Die Gemeinden Krebsweiler und Heimberg führten bis zu ihrer Auflösung am 7. Juni 1969 eigene Wappen. Der Gemeinderat der neu gebildeten Gemeinde Heimweiler beschloss am 15. August 1969, das bisherige Wappen der Gemeinde Krebsweiler weiterzuführen. Der von dem Grafiker Brust, Kirnsulzbach, vorgelegte Entwurf wurde am 11. April 1966 vom Gemeinderat angenommen und vom Ministerium des Innern in Mainz am 1. Juli 1966 genehmigt. Die Genehmigung zur Weiterführung des Wappens erteilte das Ministerium der Gemeinde Heimweiler am 3. Oktober 1969. |

## Religion

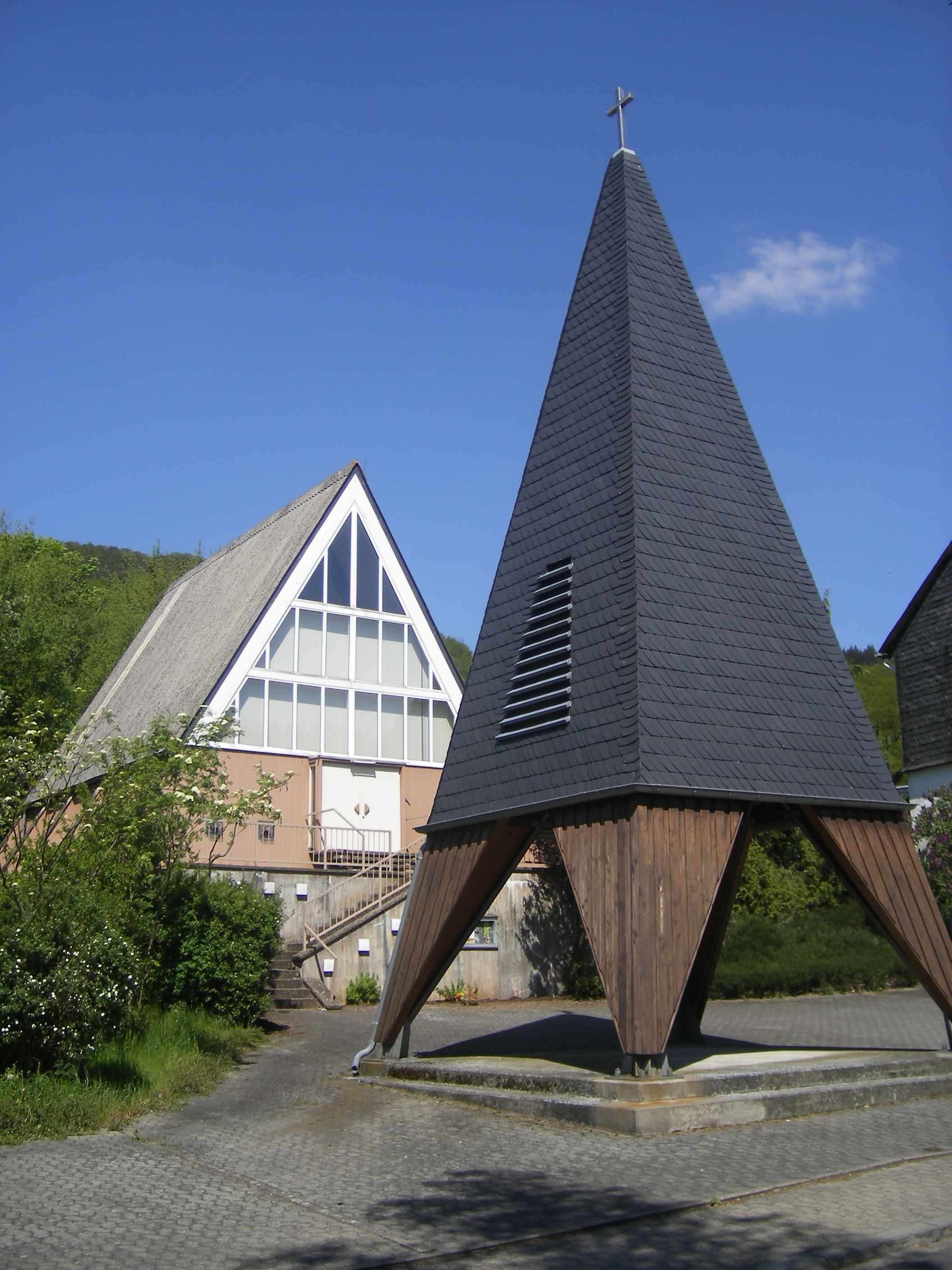
Die evangelische Kirche mit dem 1996 eingeweihten Glockenturm

Der Großteil der Ortsbevölkerung ist evangelisch. Die evangelische Kirchengemeinde, deren Kirchenneubau 1967 eingeweiht wurde, gehört dem evangelischen Pfarramt Becherbach an. Im Jahr 1996 wurde zudem ein Glockenturm errichtet, da die Kirche zuvor nicht über eine eigene Glocke verfügt hatte. Die katholischen Einwohner gehören zur Katholischen Pfarrei Becherbach und werden von Kirn aus betreut.

## Vereinsleben
Zu den Vereinen in der Gemeinde gehören der 1876 gegründete MGV Krebsweiler-Heimberg, der in den späten 1980er Jahren das Prädikat „Meisterchor“ erhielt, sowie der 1976 gegründete Jugendtreff. Zudem wurde 1921 der Sportverein TuS Heimweiler gegründet, der heute in vier Abteilungen die Sportarten Turnen, Leichtathletik, Tischtennis und Wandern anbietet.

## Verkehr
Im Westen verläuft die Bundesstraße 41. In Kirn ist ein Bahnhof der Bahnstrecke Bingen–Saarbrücken.